# Subtakecallis pilosus
Subtakecallis pilosus är en insektsart. Subtakecallis pilosus ingår i släktet Subtakecallis och familjen långrörsbladlöss. Inga underarter finns listade i Catalogue of Life.